# امپراتور رنگ‌پریده
امپراتور رنگ پریده (به انگلیسی: The Pale Emperor) نهمین آلبوم استودیویی از گروه موسیقی اینداستریال متال مریلین منسون است که در ۱۵ ژانویه ۲۰۱۵ منتشر شد. این آلبوم نقدهای مثبتی از نقادان حوزه موسیقی دریافت کرد و برخی آن را بهترین آلبوم استودیویی گروه در دهه اخیر عنوان کردند. آلبوم تأثیر زیادی از جیم موریسون، خواننده گروه دورز گرفته‌است.

## فهرست ترانه‌ها

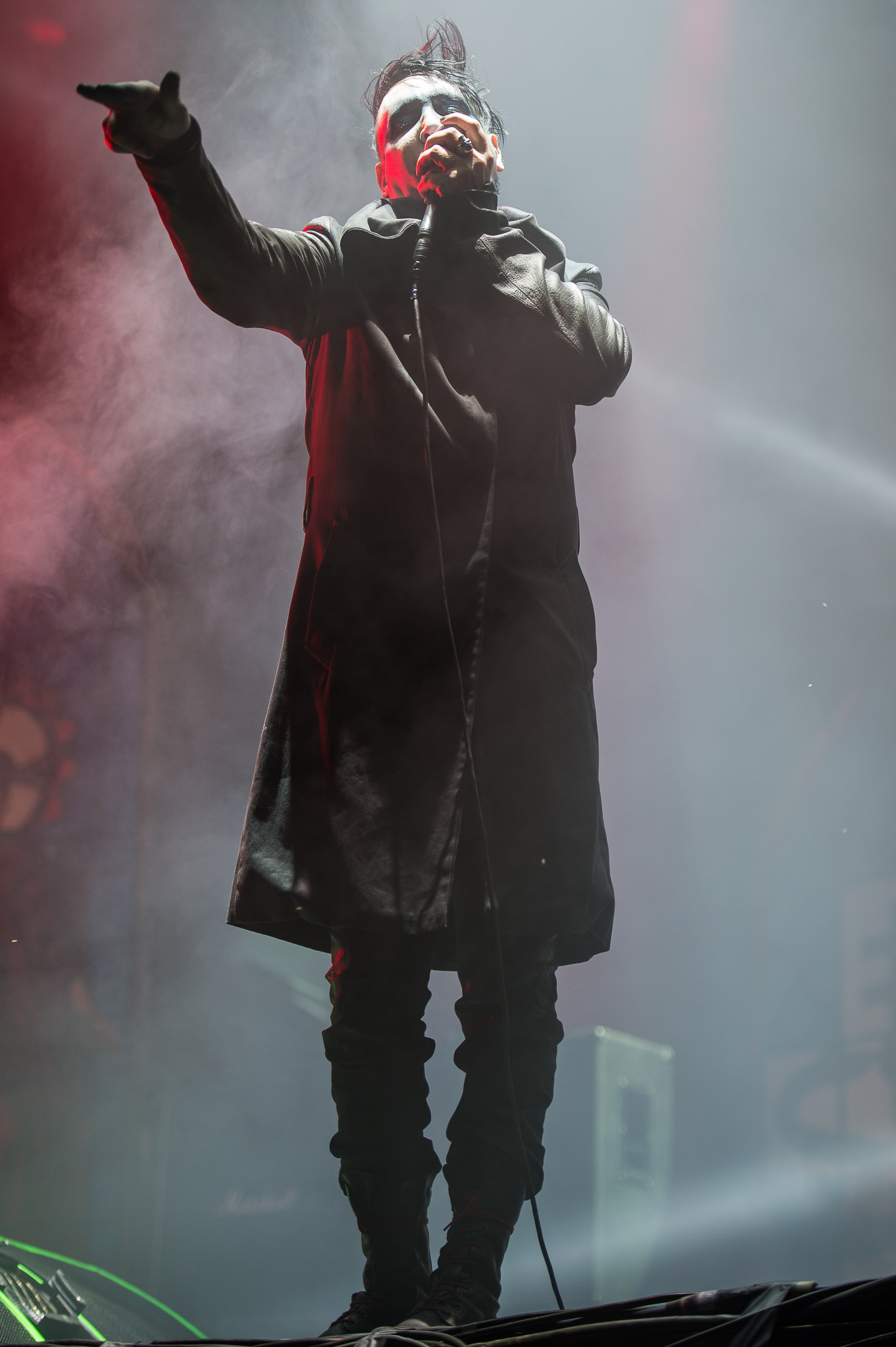
2015 RiP مرلین منسون.

متن همهٔ ترانه‌ها توسط مریلین منسون نوشته و موسیقی همهٔ آنها توسط تایلر بیتس ساخته شده‌است.
| شماره      | نام                                                               | مدت   |
| ---------- | ----------------------------------------------------------------- | ----- |
| ۱.         | «Killing Strangers»                                               | ۵:۳۶  |
| ۲.         | «Deep Six»                                                        | ۵:۰۲  |
| ۳.         | «Third Day of a Seven Day Binge»                                  | ۴:۲۶  |
| ۴.         | «The Mephistopheles of Los Angeles»                               | ۴:۵۷  |
| ۵.         | «Warship My Wreck»                                                | ۵:۵۷  |
| ۶.         | «Slave Only Dreams to Be King»                                    | ۵:۲۰  |
| ۷.         | «The Devil Beneath My Feet»                                       | ۴:۱۶  |
| ۸.         | «Birds of Hell Awaiting»                                          | ۵:۰۵  |
| ۹.         | «Cupid Carries a Gun»                                             | ۴:۵۹  |
| ۱۰.        | «Odds of Even» (deluxe edition adds 1:30 of silence to the track) | ۶:۲۲  |
| مجموع مدت: | مجموع مدت:                                                        | ۵۲:۰۰ |

| Deluxe edition | Deluxe edition                                                                     | Deluxe edition |
| شماره          | نام                                                                                | مدت            |
| -------------- | ---------------------------------------------------------------------------------- | -------------- |
| ۱۱.            | «Day 3» (Acoustic version of "Third Day of a Seven Day Binge")                     | ۴:۱۱           |
| ۱۲.            | «Fated, Faithful, Fatal» (Acoustic version of "The Mephistopheles of Los Angeles") | ۴:۴۱           |
| ۱۳.            | «Fall of the House of Death» (Acoustic version of "Odds of Even")                  | ۴:۳۰           |
| مجموع مدت:     | مجموع مدت:                                                                         | ۶۵:۲۲          |